# Osborne Reynolds
Pour les articles homonymes, voir Reynolds.
Osborne Reynolds, né le 23 août 1842 à Belfast et mort le 21 février 1912 à Watchet en Angleterre, est un ingénieur et physicien irlandais.
Il a fait d'importantes contributions à l'hydrodynamique et à la dynamique des fluides, la plus notable étant l'introduction du nombre de Reynolds en 1883.

## Biographie
Osborne Reynolds grandit à Dedham (Essex) où son père, pasteur, partageait son temps entre son emploi de maître d'école et l'amélioration de machines agricoles. L'année précédant son admission à l'université, Reynolds fut apprenti sur le chantier naval d'Edward Hayes, armateur à Stony Stratford : il y découvrit la construction des caboteurs à vapeur (steamers côtiers). La propulsion à hélice, exploitée par Brunel pour le Great Britain (1843), était encore une nouveauté.
Osborne Reynolds étudia à Queens' College (Cambridge) et fut reçu licencié en mathématiques en 1867, classé 7e wrangler. Il avait choisi cette spécialité, car, comme il l'expliqua dans sa leçon inaugurale de 1868, « Du plus loin que je me souvienne, j'ai toujours éprouvé un élan irrésistible pour la mécanique et les lois physiques qui en sont le fondement (...) mon attention tournée vers divers phénomènes mécaniques, dont je découvris que l'explication exigeait de manière essentielle une connaissance des mathématiques. » Il fut embauché par un bureau d'études responsable du réseau d'égouts du faubourg de Croydon. Puis en 1868, il reçut d'Owens College (l'actuelle université de Manchester) une offre de créer la chaire de sciences de l'ingénieur (historiquement, la première de Grande-Bretagne). Les industriels du bassin de Manchester, qui avaient sollicité et financé cette chaire, avaient insisté pour que le jeune Reynolds (il n'avait encore que 25 ans) se voie confier le poste.
Reynolds continua d'enseigner à Owens College pour le reste de sa carrière (en 1880, cet établissement fut rattaché à l'université Victoria de Manchester). Il considérait que tous les élèves-ingénieurs doivent avoir un bagage commun de mathématiques, de physique et de mécanique classique. En dépit de son grand intérêt pour l'éducation, il n'était pas un grand professeur. Ses cours étaient difficiles à suivre, et il changeait souvent de sujet avec peu, voire aucune transition.[réf. nécessaire]
Il fut élu Fellow of the Royal Society en 1877, reçut la Médaille Royale et fut anobli en 1888. Il prit sa retraite en 1905 et mourut d'une grippe le 21 février 1912 à Watchet dans le Somerset,. On l'inhuma dans l'église St Decuman de Watchet.

## Études sur la dynamique des fluides

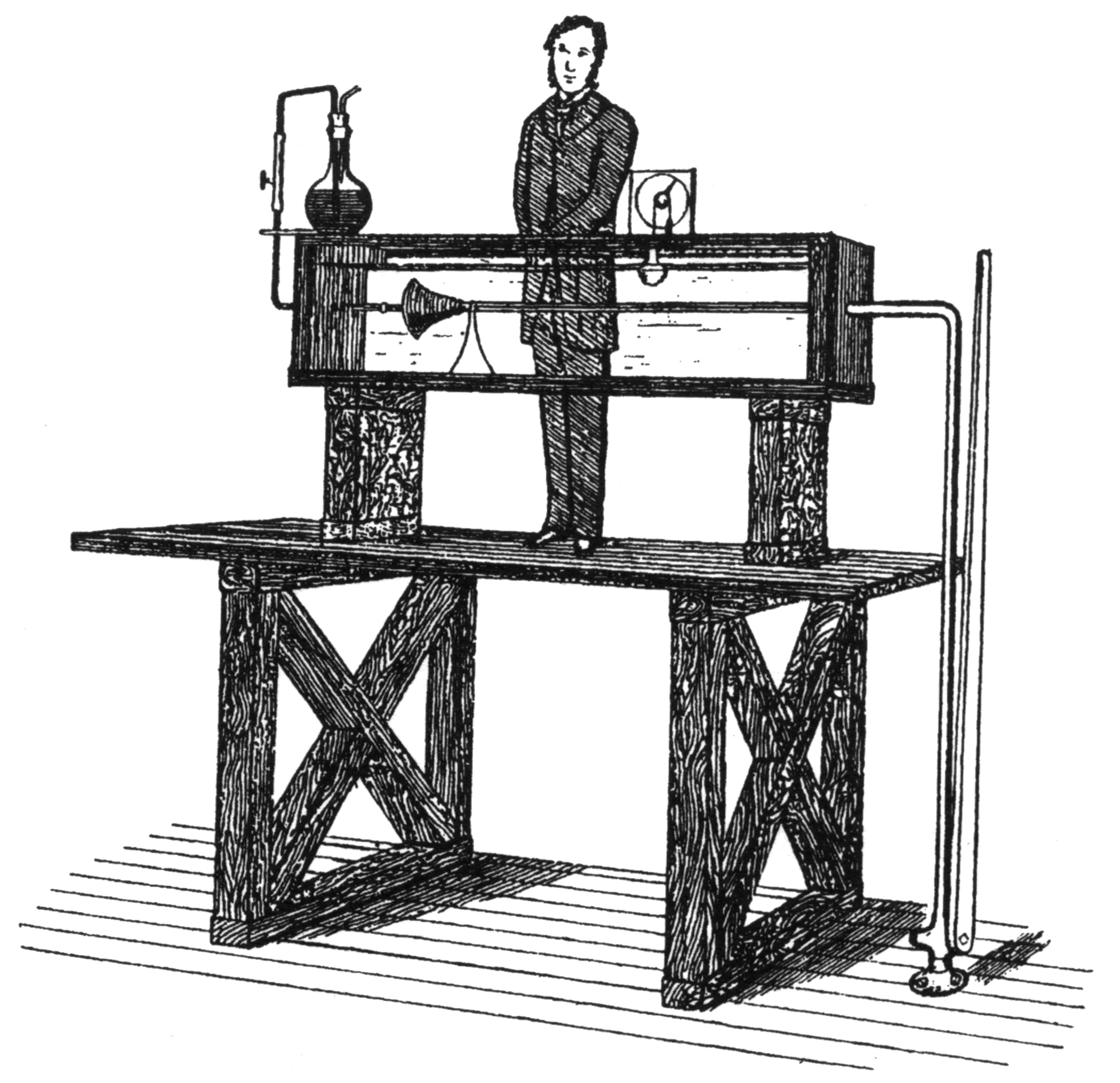
Expérience sur la transition turbulente en conduite (dessin original de Reynolds, tiré de son article de 1883).

Observations originales de Reynolds sur la nature des écoulements.

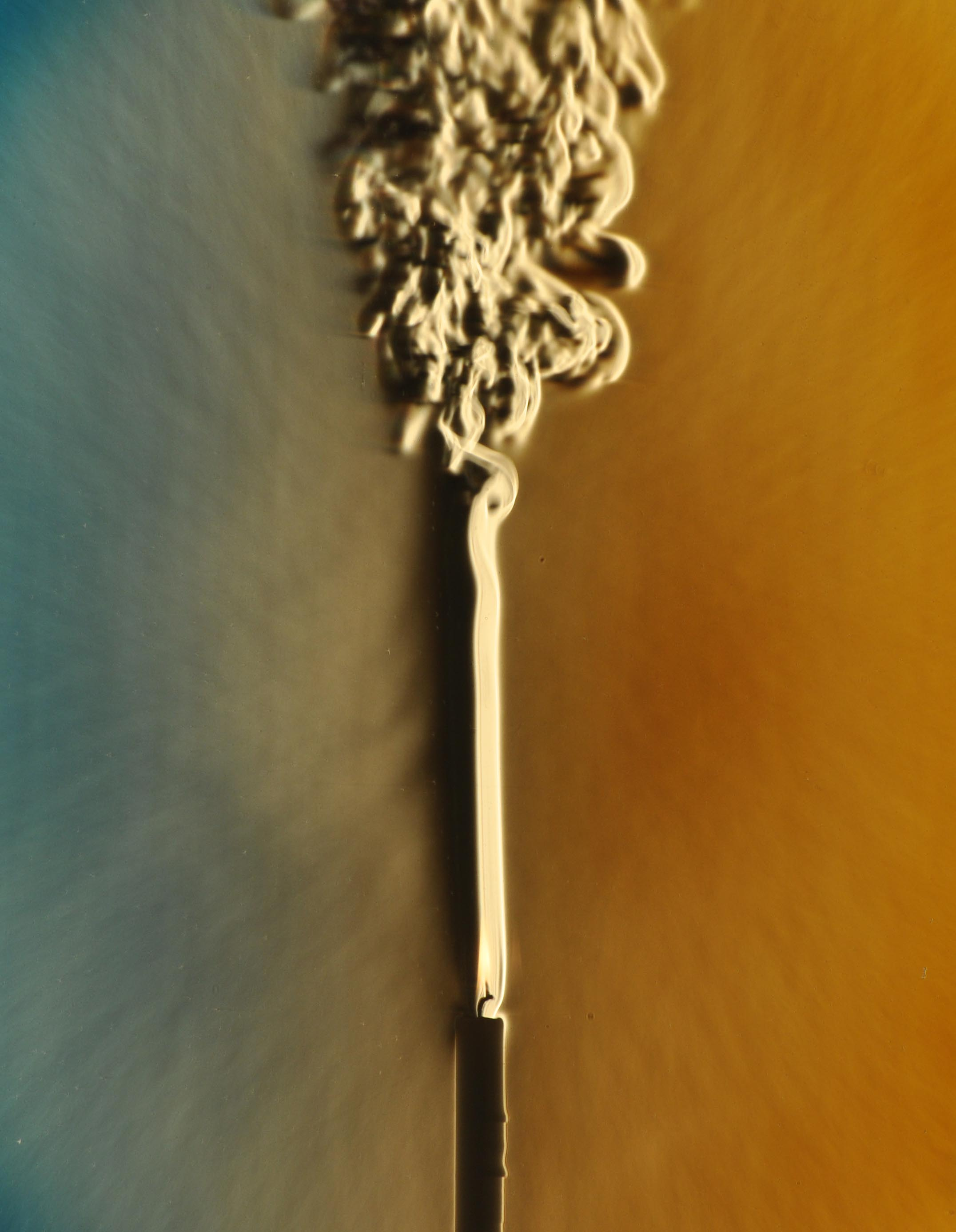
La transition turbulente.

Reynolds est passé à la postérité pour avoir, le premier, formulé les conditions dans lesquelles l'écoulement d’un fluide dans une conduite forcée passe de l’état laminaire à l'état turbulent. Son expérience cruciale de 1883 consistait à examiner les lignes de courant à différents débits grâce à de l'encre injectée au centre de la conduite. Il utilisait une conduite en verre, de façon à pouvoir examiner l’allure des filets fluides. Le débit était contrôlé par un robinet situé à la partie basse de la conduite. Reynolds constata que lorsque la vitesse (le débit) était faible, les filets colorés demeuraient parallèles et stables tout au long de la conduite ; mais à partir d’une vitesse critique, ces filets se repliaient en tourbillons à une distance déterminée du point d'injection, et se mélangeaient entre eux jusqu’à diffuser le colorant dans tout l’aval du tube. Reynolds qualifia ce point de transition entre l’écoulement laminaire et l’écoulement turbulent.
Ces expériences ont permis de dégager le rôle d'un nombre sans dimension, le nombre de Reynolds, comme valeur seuil du phénomène de turbulence : il s'agit du rapport entre les forces d'inertie et la scission de viscosité. Lorsque ce nombre est inférieur à 2 000, l'écoulement est laminaire ; au-delà de 3 000, il est turbulent. Le nombre de Reynolds apparaît pour la première fois en 1883 dans son article intitulé An Experimental Investigation of the Circumstances Which Determine Whether the Motion of Water in Parallel Channels Shall Be Direct or Sinuous and of the Law of Resistance in Parallel Channels. Ces recherches seront poursuivies au siècle suivant par Arnold Sommerfeld (1908) et Ivan Nikuradzé (1933).
Reynolds a développé plusieurs approximations classiques en physique : celle du patin de Reynolds, pour la modélisation des paliers lubrifiés, et une approximation de champ moyen, la moyenne de Reynolds, pour l'étude des écoulements turbulents. Dans cette dernière approche, les grandeurs physiques telles la vitesse sont décomposées en une valeur moyenne, et une variable aléatoire centrée autour de cette moyenne.

## Recherches en physique
Dès l'invention du radiomètre par Crookes, Reynolds s'en servit pour étudier les différents gaz. Sa théorie sur la différence d'impact de particules gazeuses entre les faces claires et sombres de l'instrument constitue l'une des premières tentatives d'explication du mouvement des pales.
Reynolds s'est aussi intéressé au tassement des sables : il a fait l'observation que les sables compactés, une fois chargés, voient leur volume apparent augmenter, cependant que les sables non compactés se tassent. Il appela cette propriété la « dilatance » (dilatancy). Sa tentative d'interprétation par frottement entre grains marque le début de l'étude physique des milieux granulaires.
Un cratère sur Mars est nommé en son honneur.